# Pyrochlora
Pyrochlora is een geslacht van vlinders van de familie spanners (Geometridae), uit de onderfamilie Geometrinae.

## Soorten
- P. majorcula Dyar, 1925
- P. rhanis Cramer, 1777